# Tolomeo di Aloro
Tolomeo di Aloro (in greco antico: Πτολεμαῖος Ἀλωρίτης?, Ptolemàios Alorìtes; ... – 365 a.C.) fu reggente di Macedonia dal 368 al 365 a.C..

## Biografia

### Origini

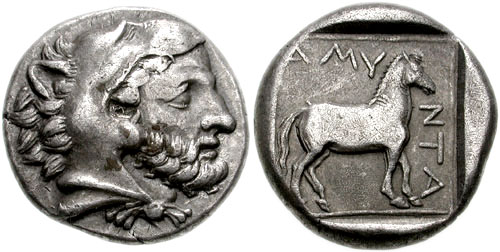
Aminta III, il suocero di Tolomeo di Aloro.

Diodoro riporta che Tolomeo di Aloro era figlio di Aminta III e fratello di Alessandro II, ma nessun'altra fonte antica lo elenca tra i figli del re di Macedonia.
Dalla testimonianza di Giustino, invece, possiamo dedurre che si trattasse del genero di Aminta. Lo storico romano racconta infatti che il marito di Eurinoe, la figlia del re, aveva una relazione con la moglie di Aminta, Euridice I, e che tramò con quest'ultima per uccidere il sovrano macedone. Scoperta la trama regicida grazie alla denuncia di Eurinoe, il re perdonò la moglie e il genero ma, due anni dopo, sempre secondo la testimonianza di Giustino, l'amante di Euridice uccise il nuovo re, Alessandro II, che era succeduto ad Aminta, insediandosi sul trono come reggente. Dato che uno scolio ad Eschine riporta che Tolomeo di Aloro sposò Euridice e che sia Diodoro che Ateneo che Plutarco dicono espressamente che Tolomeo fece uccidere Alessandro II, se si mettono insieme queste testimonianze col racconto di Giustino, si può dedurre che Tolomeo di Aloro fosse il genero, e non il figlio, di Aminta.
Secondo alcuni storici moderni probabilmente Tolomeo era un Argeade, anche se né Plutarco né Eschine, quando lo nominano, lo mettono in diretta relazione con la dinastia regale macedone.
Il nome Tolomeo (in greco antico: Πτολεμαῖος?), inoltre, non è altrimenti attestato tra i membri della famiglia argeade, ma il soprannome "di Aloro" (in greco antico: Ἀλωρίτης?) fa presupporre in ogni caso un'origine bottiea: la città di Aloro era infatti situata poco più a sud della capitale macedone, Pella.

### Reggente di Macedonia

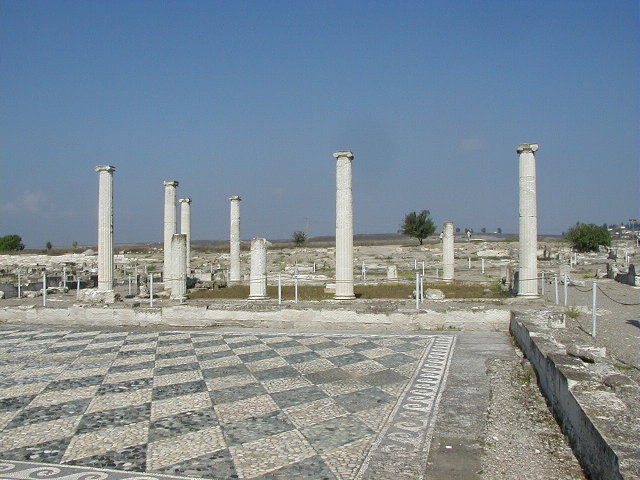
Rovine di Pella, la capitale del regno macedone.

Tolomeo, dopo aver tramato assieme ad Euridice, secondo la testimonianza di Giustino, per tentare l'assassinio del re Aminta, fece uccidere il figlio di quest'ultimo, Alessandro II (368 a.C.), dopo che era salito al trono al posto del padre, morto due anni prima per cause naturali.
In particolare Ateneo, che a sua volta cita lo storico macedone Marsia, racconta che Alessandro II fu assassinato dai sicari di Tolomeo durante una festa.
Dopo essere salito al trono al posto di Alessandro II, Tolomeo dovette affrontare prima la minaccia del generale ateniese Ificrate, chiamato in soccorso da Euridice per tutelare i diritti dei figli minori, e successivamente l'intervento armato di Pelopida che si recò in Macedonia per sostenere il legittimo erede di Aminta e di Alessandro, ovvero Perdicca III, figlio secondogenito, all'epoca minorenne, di Aminta e di Euridice.
Plutarco racconta che Pelopida, non avendo a disposizione un esercito regolare, arruolò dei mercenari che però, una volta giunti in Macedonia, furono corrotti da Tolomeo e passarono dalla sua parte. Tuttavia Tolomeo, temendo la personalità del generale tebano, preferì venire a patti con lui, convincendolo a lasciarlo sul trono come reggente del giovane Perdicca.
Per suggellare l'accordo, Tolomeo acconsentì che suo figlio Filosseno fosse portato a Tebe come ostaggio. Probabilmente nella medesima occasione, anche Filippo II, fratello minore di Alessandro e di Perdicca, all'epoca quattordicenne, fu portato come ostaggio a Tebe, dove rimase fino al 360 a.C. apprendendo gli usi e costumi greci e le tattiche militari tebane. Secondo Plutarco, invece, Filippo fu portato a Tebe come ostaggio nel corso di una precedente spedizione di Pelopida in Macedonia, avvenuta prima dell'assassinio di Alessandro II, quando quest'ultimo era entrato in contrasto con Tolomeo di Aloro e sia il re che il futuro reggente chiamarono il generale tebano in Macedonia per cercare di fare da mediatore e da paciere.
Per confermare il suo titolo di reggente, Tolomeo sposò Euridice, la vedova di Aminta. Secondo gli storici moderni, appare inverosimile che Euridice abbia volontariamente sposato l'assassino del figlio Alessandro, o addirittura che, come sostiene Giustino, si sia resa complice del suo assassinio, tanto più che Plutarco la addita come esempio per l'educazione dei figli ed Eschine testimonia che fu proprio lei a chiedere l'aiuto di Ificrate per sostenere la successione al trono del figlio Perdicca a scapito dell'usurpatore Tolomeo.
È probabile invece che Euridice si sia adattata a sposare Tolomeo, dopo la sua nomina a reggente, per assicurare ai figli sopravvissuti la successione al trono.
Tolomeo rimase sul trono per tre anni, fino al 365 a.C., quando fu ucciso da Perdicca, che vendicò così l'assassinio del fratello. Alla morte di Perdicca (359 a.C.), divenne sovrano il figlio infante Aminta IV, che ebbe lo zio Filippo II come reggente. Poco tempo dopo, Filippo si impadronì definitivamente del trono, spodestando il giovane Aminta.